# Paul Schürholz
Paul Schürholz (* 1893 in Dorsten; † 27. Januar 1972 ebenda) war ein deutscher Kaufmann und Politiker (Zentrum/NSDAP/CDU) und von 1948 bis 1964 Bürgermeister von Dorsten. Für seine Verdienste verlieh ihm seine Heimatstadt 1963 die Ehrenbürgerwürde.

## Geschäftliche und politische Anfänge
Paul Schürholz wurde 1893 als Sohn des Tuchhändlers Wilhelm Schürholz in Dorsten geboren. Sein Vater betrieb zu dieser Zeit bereits in dritter Generation ein Textilgeschäft am Dorstener Marktplatz. Gemeinsam mit seinem Bruder Josef übernahm Schürholz 1925 die Leitung der elterlichen Firma. 1928 und 1935 kauften die Brüder die beiden Nachbarhäuser des Textilhauses am Dorstener Marktplatz, um das Geschäft auszubauen. Zur Zeit der Weimarer Republik engagierte sich Schürholz als Dorstener Ratsherr für die katholische Zentrumspartei in der Kommunalpolitik.

## Nationalsozialismus
Am 5. Juli 1933 löste sich die Zentrumspartei im Zuge der nationalsozialistischen „Machtergreifung“ auch in Dorsten auf. Ihr bisheriges Mitglied Schürholz blieb jedoch weiterhin Ratsherr. Im selben Jahr war er Mitglied einer auf Antrag der NSDAP eingesetzten Kommission des Gemeinderats, die dem gewählten Bürgermeister Franz Lürken Amtsmissbrauch nachweisen sollte. Lürken reichte daraufhin seinen Rücktritt ein und wurde zunächst durch NSDAP-Mann Fritz Köster und dann durch Schürholz’ späteren Schwager Josef Gronover (ebenfalls NSDAP) ersetzt. 1934 trat Schürholz selbst der SA bei, am 1. April 1938 auch der NSDAP, der er bis zum Kriegsende angehörte.
Während der Zeit des Nationalsozialismus engagierte sich Schürholz in zahlreichen gleichgeschalteten Vereinen und Verbänden, darunter etwa der Ferienverein Kraft durch Freude, das Rote Kreuz, die Deutschen Jäger, der Reichsbund für Leibesübungen, die Deutsche Arbeitsfront und die der Nationalsozialistische Volkswohlfahrt. Als Hauptmann der Wehrmacht geriet er 1945 in Münster in Kriegsgefangenschaft und wurde im Lager Rheinberg interniert.
Um beweisen zu können, dass er lediglich ein Mitläufer des NS-Regimes gewesen sei, ließ er sich im Mai 1946 von seinem Schwager, dem vormaligen NS-Bürgermeister Gronover, einen sogenannten Persilschein ausstellen, was jedoch erfolglos blieb. Im August 1946 stufte der örtliche Ausschuss der Entnazifizierungsbehörden Schürholz offiziell als „Militaristen“ ein und empfahl daher dem übergeordneten Hauptausschuss in der Kreisstadt Recklinghausen, ihm die Zulassung als gerichtlich vereidigtem Sachverständigen in Vermögensangelegenheiten beim Dorstener Amtsgericht vorzuenthalten. Der Hauptausschuss stimmte dieser Entscheidung mit der Begründung zu, Schürholz sei „für die Demokratie untragbar“. Die britische Militärregierung schloss sich dem Votum ebenfalls an und verwies auf Schürholz‘ Mitgliedschaft in neun NS-Organisationen.

## Bürgermeister und Ehrenbürger
1948 wurde Schürholz, der inzwischen der CDU beigetreten war, Bürgermeister von Dorsten. In diesem Amt, das er 16 Jahre innehatte, erwarb er sich besondere Verdienste um den Wiederaufbau der im Krieg fast vollständig zerstörten Stadt. Er war Mitglied in zahlreichen Vereinen und Verbänden, etwa im Verkehrsverein, dem Jägerverein, dem Kuratorium des örtlichen St.-Elisabeth-Hospitals, dem Kirchenvorstand der katholischen St.-Agatha-Gemeinde sowie als Oberst und zeitweilig auch als König im Schützenverein. Schürholz’ NS-Vergangenheit sorgte vereinzelt für interne Auseinandersetzungen mit seinem CDU-Parteifreund, dem früheren Dorstener HJ-Stammführer Werner Kirstein, in denen sich beide „gegenseitig beschuldigten, der größere Nazi gewesen zu sein“. Generell genoss Schürholz aber als Kaufmann wie als Politiker hohes Ansehen in seiner Heimatstadt.
Anlässlich seines siebzigsten Geburtstages spendete Schürholz 1963 der St.-Agatha-Kirche am Dorstener Marktplatz die Paulus-Glocke, in Erinnerung an den Stifter im Volksmund auch „dicker Paul“ genannt. Im selben Jahr wurde Schürholz zum Ehrenbürger der Stadt Dorsten ernannt. 1964 schied er aus dem Bürgermeisteramt.
Bis 1969 wurde die familieneigene Firma Schürholz als Textilhaus weiter betrieben, die Immobilien am Dorstener Marktplatz verblieben auch danach im Familienbesitz und wurden verpachtet – heute befindet sich darin u. a. die Dorstener Filiale der Buchhandelskette Thalia.
Am 27. Januar 1972 verstarb Paul Schürholz. Zu seiner Beerdigung läutete die von ihm gestiftete Kirchenglocke ein zwanzigminütiges Trauergeläut.